# 冰雪奇緣2得獎與提名列表
《冰雪奇緣2》是2019年一部由華特迪士尼動畫工作室製作及由华特迪士尼影片發行的電腦動畫电影，也是2013年上映的《冰雪奇緣》之續作。這部電影由彼得·德維寇製作，克里斯·巴克和珍妮佛·李擔任執導，並由珍妮佛·李擔任編劇，而這些導演另外與馬克·史密斯、克莉絲汀·安德森-羅培茲和勞勃·羅培茲共同編寫故事，配音方面由姬絲汀·貝兒、伊迪娜·曼佐、喬許·蓋德和喬納森·格羅夫負責為主要角色配音。《冰雪奇緣2》以第一部電影上映三年後為背景，講述了安娜和艾莎姐妹以及她們的同伴阿克、小斯和雪寶前往魔法森林，揭開艾莎魔法力量的起源的故事。
《冰雪奇緣2》在2019年11月7日在美國洛杉磯好莱坞首映，並於11月22日在美國上映。這部電影以1.5億美元預算製作，並吸引全球14.53億美元票房收入，在下檔後成為2019年票房收入第三高的電影、票房史上第十高的電影、以及有史以來票房第二高的動畫電影。根據评论汇总网站「爛番茄」上的336條專業評論，它的正面評價占比為77%。
《冰雪奇緣2》在各式各樣的頒獎典禮上獲得獎項和提名，包括以一首歌曲向未知探索在第92屆奧斯卡金像獎獲得最佳原创歌曲提名，另外這部電影在第47屆安妮獎獲得8項提名並贏得其中2項，在第73屆英國電影學院獎獲得最佳動畫片提名，而這部電影和向未知探索均在第25届评论家选择电影奖和第77屆金球獎獲得提名。

## 獎項與提名
| 入圍獎項                   | 入圍獎項       | 入圍獎項                                  | 入圍獎項 | 入圍獎項 | 入圍獎項      |
| 獎項                       | 頒獎日期       | 類別                                      | 入圍對象 | 結果     | 參考          |
| -------------------------- | -------------- | ----------------------------------------- | --- | -------- | ------------- |
| 奧斯卡金像獎               | 2020年2月9日   | 最佳原创歌曲                              | 向未知探索 克里斯汀·安德生-洛佩兹、罗伯特·洛佩兹 | 提名     | [ 15 ]        |
| 女性电影记者联盟獎         | 2020年1月10日  | 最佳動畫長片                              | 《冰雪奇緣2》 | 提名     | [ 16 ]        |
| 女性电影记者联盟獎         | 2020年1月10日  | 最佳動畫女性                              | 姬絲汀·貝兒 | 提名     | [ 16 ]        |
| 女性电影记者联盟獎         | 2020年1月10日  | 最佳動畫女性                              | 伊迪娜·曼佐 | 提名     | [ 16 ]        |
| 美國剪輯工會獎             | 2020年1月17日  | 动画类最佳剪辑                            | 傑夫·德拉海姆 | 提名     | [ 17 ] [ 18 ] |
| 全美音樂獎                 | 2020年11月22日 | 最受欢迎原声带                            | 《冰雪奇緣2電影原聲帶》 | 提名     | [ 19 ]        |
| 安妮獎                     | 2020年1月25日  | 最佳動畫片                                | 彼得·德維寇 | 提名     | [ 20 ]        |
| 安妮獎                     | 2020年1月25日  | 最佳动画电影动画效果                      | 班傑明·菲斯克、亞歷克斯·莫維尼、傑西·埃里克森、迪米特·貝爾貝羅夫、紀南松 | 獲獎     | [ 20 ]        |
| 安妮獎                     | 2020年1月25日  | 最佳动画电影角色动画效果                  | 安德魯·福特 | 提名     | [ 20 ]        |
| 安妮獎                     | 2020年1月25日  | 最佳动画电影角色设计                      | 比爾·施瓦布 | 提名     | [ 20 ]        |
| 安妮獎                     | 2020年1月25日  | 最佳动画电影导演                          | 珍妮佛·李、克里斯·巴克 | 提名     | [ 20 ]        |
| 安妮獎                     | 2020年1月25日  | 最佳动画电影音乐                          | 克里斯多福·貝克（配樂） 弗羅德·菲耶爾海姆、克莉絲汀·安德森-羅培茲、勞勃·羅培茲（歌曲） | 提名     | [ 20 ]        |
| 安妮獎                     | 2020年1月25日  | 最佳动画电影配音                          | 喬許·蓋德 | 獲獎     | [ 20 ]        |
| 安妮獎                     | 2020年1月25日  | 最佳动画电影编剧                          | 珍妮佛·李 | 提名     | [ 20 ]        |
| 藝術指導工會傑出作品設計獎 | 2020年2月1日   | 最佳動畫電影製作設計                      | 邁克爾·賈莫 | 提名     | [ 21 ]        |
| 奧提歐斯獎                 | 2020年1月30日  | 動畫片                                    | 傑米·斯帕爾·羅伯茨、莎拉·拉烏夫布爾（副導演） | 提名     | [ 22 ]        |
| 奥斯汀影评人协会獎         | 2020年1月7日   | 最佳动画片                                | 《冰雪奇緣2》 | 提名     | [ 23 ] [ 24 ] |
| 公告牌音乐奖               | 2020年10月14日 | 最佳原聲帶                                | 《冰雪奇緣2電影原聲帶》 | 獲獎     | [ 25 ]        |
| 英国电影学院奖             | 2020年2月2日   | 最佳动画片                                | 克里斯·巴克、珍妮佛·李、彼得·德維寇 | 提名     | [ 26 ] [ 27 ] |
| 芝加哥影评人协会獎         | 2019年12月14日 | 最佳動畫片                                | 《冰雪奇緣2》 | 提名     | [ 28 ] [ 29 ] |
| 電影音訊協會獎             | 2020年1月25日  | 最佳動畫電影混音                          | 保羅·麥格拉斯、大衛·E·弗魯爾、加布里埃爾·蓋伊、大衛·鮑徹、格雷格·海耶斯、多克·凯恩、斯科特·柯蒂斯 | 提名     | [ 30 ]        |
| 评论家选择电影奖           | 2020年1月12日  | 最佳動畫                                  | 《冰雪奇緣2》 | 提名     | [ 31 ]        |
| 评论家选择电影奖           | 2020年1月12日  | 最佳電影原創歌曲                          | 向未知探索 克里斯汀·安德生-洛佩兹、罗伯特·洛佩兹 | 提名     | [ 31 ]        |
| 底特律影评人协会獎         | 2019年12月9日  | 最佳動畫                                  | 《冰雪奇緣2》 | 提名     | [ 32 ]        |
| 佛罗里达影评人协会獎       | 2019年12月23日 | 最佳動畫片                                | 《冰雪奇緣2》 | 提名     | [ 33 ]        |
| 乔治亚影评人协会獎         | 2020年1月10日  | 最佳動畫片                                | 《冰雪奇緣2》 | 提名     | [ 34 ]        |
| 乔治亚影评人协会獎         | 2020年1月10日  | 最佳原創歌曲                              | 向未知探索 克里斯汀·安德生-洛佩兹、罗伯特·洛佩兹 | 提名     | [ 34 ]        |
| 金球獎                     | 2020年1月5日   | 最佳動畫                                  | 《冰雪奇緣2》 | 提名     | [ 35 ]        |
| 金球獎                     | 2020年1月5日   | 最佳原創歌曲                              | 向未知探索 克里斯汀·安德生-洛佩兹、罗伯特·洛佩兹 | 提名     | [ 35 ]        |
| 金膠捲獎                   | 2020年1月19日  | 最佳長片音樂劇聲音剪輯                    | 厄爾·加法裡、費爾南德·博斯、肯德爾·德馬雷斯特 | 提名     | [ 36 ]        |
| 金膠捲獎                   | 2020年1月19日  | 最佳動畫電影音效、擬音、對白、ADR聲音編輯 | 奧丁·貝尼特斯、艾略特·康納斯、安吉洛·帕拉佐、史蒂芬·P·羅賓遜、傑夫·索耶、哈里森·梅爾、克里斯托弗·博尼斯、厄爾·加法裡、拉塞爾·托帕爾、費爾南德·博斯、肯德爾·德馬雷斯特、斯科特·柯蒂斯、雪萊·羅登、約翰·羅施 | 提名     | [ 36 ]        |
| 金預告獎                   | 2021年7月22日  | 最佳家庭動畫                              | 「Spirit/Adventure」（MOCEAN） | 提名     | [ 37 ]        |
| 金預告獎                   | 2021年7月22日  | 最佳家庭動畫電視廣告                      | 「Chant」（The Hive） | 獲獎     | [ 37 ]        |
| 金預告獎                   | 2021年7月22日  | 最佳家庭娛樂動畫                          | 「Together」（Aspect Ratio） | 提名     | [ 37 ]        |
| 格萊美獎                   | 2021年3月14日  | 最佳影视原声歌曲合辑                      | 《冰雪奇緣2電影原聲帶》 – 群星 | 提名     | [ 38 ]        |
| 格萊美獎                   | 2021年3月14日  | 最佳影视歌曲创作                          | 向未知探索 克里斯汀·安德生-洛佩兹、罗伯特·洛佩兹 | 提名     | [ 38 ]        |
| 音樂監督工會獎             | 2020年2月6日   | 最佳預算超過2500萬美元電影音樂監督        | 《冰雪奇緣2》 | 提名     | [ 39 ]        |
| 音樂監督工會獎             | 2020年2月6日   | 最佳歌曲創作/電影錄音                     | 向未知探索 克莉絲汀·安德森-羅培茲、勞勃·羅培茲、伊迪娜·曼佐、歐若拉、湯姆·麥克杜格爾 | 提名     | [ 39 ]        |
| 好萊塢影評人協會獎         | 2020年1月9日   | 最佳動畫片                                | 《冰雪奇緣2》 | 提名     | [ 40 ] [ 41 ] |
| 好萊塢影評人協會獎         | 2020年1月9日   | 最佳原創歌曲                              | 向未知探索 | 提名     | [ 40 ] [ 41 ] |
| 好萊塢傳媒音樂大獎         | 2019年11月20日 | 最佳動畫電影原創配樂                      | 克里斯多福·貝克 | 提名     | [ 42 ] [ 43 ] |
| 好萊塢傳媒音樂大獎         | 2019年11月20日 | 最佳動畫電影原創歌曲                      | 向未知探索 克莉絲汀·安德森-羅培茲、勞勃·羅培茲、伊迪娜·曼佐 | 提名     | [ 42 ] [ 43 ] |
| 休斯顿影评人协会獎         | 2020年1月2日   | 最佳動畫片                                | 《冰雪奇緣2》 | 提名     | [ 44 ] [ 45 ] |
| 休斯顿影评人协会獎         | 2020年1月2日   | 最佳原創歌曲                              | 向未知探索 | 提名     | [ 44 ] [ 45 ] |
| 人道主義獎                 | 2020年1月24日  | Family Feature Film                       | 《冰雪奇緣2》 | 獲獎     | [ 46 ]        |
| 國際電影樂評人協會獎       | 2020年2月20日  | 最佳動畫電影原創配樂                      | 克里斯多福·貝克 | 提名     | [ 47 ] [ 48 ] |
| 盧米埃爾獎                 | 2020年1月22日  | 最佳動畫片                                | 《冰雪奇緣2》 | 獲獎     | [ 49 ]        |
| 盧米埃爾獎                 | 2020年1月22日  | 最佳原創配樂                              | 向未知探索 | 獲獎     | [ 49 ]        |
| 盧米埃爾獎                 | 2020年1月22日  | 最佳高動態範圍運用動畫                    | 《冰雪奇緣2》 | 獲獎     | [ 49 ]        |
| 有色人种进步协会形象奖     | 2020年2月22日  | 最佳角色配音表演                          | 斯特林·K·布朗 | 提名     | [ 50 ]        |
| 國家影視獎                 | 2019年12月3日  | 最佳動畫片                                | 《冰雪奇緣2》 | 提名     | [ 51 ] [ 52 ] |
| 國家影視獎                 | 2019年12月3日  | 最佳動畫電影表演                          | 姬絲汀·貝兒 | 提名     | [ 51 ] [ 52 ] |
| 尼克频道儿童选择奖         | 2020年5月2日   | 最喜欢的动画电影                          | 《冰雪奇緣2》 | 獲獎     | [ 53 ]        |
| 尼克频道儿童选择奖         | 2020年5月2日   | 最受歡迎動畫電影女配音員                  | 姬絲汀·貝兒 | 提名     | [ 53 ]        |
| 尼克频道儿童选择奖         | 2020年5月2日   | 最受歡迎動畫電影女配音員                  | 伊迪娜·曼佐 | 提名     | [ 53 ]        |
| 尼克频道儿童选择奖         | 2020年5月2日   | 最受歡迎動畫電影男配音員                  | 喬許·蓋德 | 獲獎     | [ 53 ]        |
| 在线影评人协会獎           | 2020年1月6日   | 最佳动画片                                | 《冰雪奇緣2》 | 提名     | [ 33 ]        |
| 美國製片公會獎             | 2020年1月18日  | 最佳動畫片                                | 彼得·德維寇 | 提名     | [ 54 ]        |
| ReFrame大獎                | 2020年2月26日  | 2019年100部最賣座敘事長片得獎作品         | 《冰雪奇緣2》 | 獲獎     | [ 55 ]        |
| 卫星奖                     | 2019年12月19日 | 最佳原創歌曲                              | 向未知探索 克莉絲汀·安德森-羅培茲、勞勃·羅培茲 | 提名     | [ 56 ]        |
| 土星獎                     | 2021年10月26日 | 最佳動畫電影                              | 《冰雪奇緣2》 | 提名     | [ 57 ] [ 58 ] |
| 西雅圖影評人協會獎         | 2019年12月16日 | 最佳動畫電影                              | 《冰雪奇緣2》 | 提名     | [ 33 ]        |
| 詞曲作者工會獎             | 2020年1月7日   | 最佳視覺媒體原創歌曲                      | 向未知探索 克莉絲汀·安德森-羅培茲、勞勃·羅培茲 | 提名     | [ 59 ]        |
| 圣路易斯影评人协会獎       | 2019年12月15日 | 最佳动画片                                | 《冰雪奇緣2》 | 提名     | [ 60 ]        |
| 圣路易斯影评人协会獎       | 2019年12月15日 | 最佳原聲帶                                | 《冰雪奇緣2電影原聲帶》 | 提名     | [ 60 ]        |
| 多伦多影评人协会獎         | 2019年12月8日  | 最佳动画片                                | 《冰雪奇緣2》 | 提名     | [ 61 ]        |
| 視覺效果工會獎             | 2020年1月29日  | 最佳視覺效果動畫長片                      | 史蒂夫·戈德堡、彼得·德維寇、馬克·哈梅爾、邁克爾·吉艾莫 | 提名     | [ 62 ] [ 63 ] |
| 視覺效果工會獎             | 2020年1月29日  | 最佳動畫長片動畫角色                      | 「The Water Nøkk」 斯維特拉·拉迪沃耶娃、馬克·布萊恩特、理查德·E·萊曼、卡梅倫·布萊克 | 提名     | [ 62 ] [ 63 ] |
| 視覺效果工會獎             | 2020年1月29日  | 最佳動畫長片環境營造                      | 「Giants' Gorge」 薩米·塞古拉、傑·V·傑克遜、賈斯汀·克拉姆、斯科特·湯森 | 提名     | [ 62 ] [ 63 ] |
| 視覺效果工會獎             | 2020年1月29日  | 最佳動畫模擬效果                          | 艾琳·V·拉莫斯、斯科特·湯森德、托馬斯·威克斯、拉塔寧·西里納魯曼 | 獲獎     | [ 62 ] [ 63 ] |
| 华盛顿特区影评人协会獎     | 2019年12月8日  | 最佳动画片                                | 《冰雪奇緣2》 | 提名     | [ 64 ]        |
| 华盛顿特区影评人协会獎     | 2019年12月8日  | 最佳声乐表演                              | 姬絲汀·貝兒 | 提名     | [ 64 ]        |

## 外部連結
- 互联网电影数据库（IMDb）上《Awards for Frozen II》的资料（英文）